# Waldron (Indiana)
Waldron – jednostka osadnicza w Stanach Zjednoczonych, w stanie Indiana, w hrabstwie Shelby.